# انتخابات مجلس خبرگان رهبری (۱۳۶۹)
انتخابات دومین دورهٔ مجلس خبرگان رهبری در ۱۶ مهر ۱۳۶۹ برگزار شد. در این انتخابات، شورای نگهبان برای انتخاب ۸۳ نفر در سراسر کشور تنها ۱۰۹ نفر را مورد تأیید قرار دارد. در این دوره شورای نگهبان که با تغییر قانون اساسی قدرت نظارت و تعیین صلاحیت نامزدهای خبرگان را به‌دست آورده بود، اعلام کرد برای اینکه سواد فقهی و اجتهاد برخی نامزدها تأیید شود باید در امتحان کتبی شرکت کنند.
این موضوع و مسائل نظارت استصوابی شورای نگهبان، برای اولین بار سبب اعتراض‌ها و مخالفتهای جناح چپ جمهوری اسلامی شد؛ که به دنبال آن افراد مشهوری همچون علی اکبر محتشمی پور، اسدالله بیات و صادق خلخالی و مهدی کروبی تأیید صلاحیت نمی‌شوند. در این دوره سید احمد خمینی نیز که برای اولین بار نخستین بار در انتخابات نامزد شده بود با میانجیگری رهبر جمهوری اسلامی، تأیید صلاحیت می‌شود. به دلیل نبود نامزد تأیید شده، انتخابات در برخی استانها برگزار نشد و برای ۱۵ کرسی خبرگان استان تهران، فقط ۱۶ نفر به رقابت می‌پردازند.
انتخابات دوره دوم مجلس خبرگان سرانجام در تاریخ ۱۳۶۹/۷/۱۶ در سراسر کشور، هم‌زمان برگزار شد. در این انتخابات، ۱۱٬۶۰۲٬۶۱۳ نفر از مجموع ۳۱٬۲۸۰٬۰۸۴ نفر واجد شرایط، شرکت کردند، و مشارکت در آن برابر ۳۷٫۰۹٪ بود. این مشارکت کمترین مشارکت تاریخ انتخابات‌های مجلس خبرگان رهبری در جمهوری اسلامی بود؛ و این در حالی بود که در اولین انتخابات در سال ۱۳۶۱ قریب به ۱۸٬۱۴۰٬۰۰۰ شرکت کرده بودند.

## پی‌نوشت و منبع
1. ↑  http://basirat.ir/fa/news/285967/جريان-شناسي-ادوار-انتخابات-مجلس-خبرگان